# ال (خدا)
اِل یا ئیل (‎’Ēl یا ‎’Il، به صورت الف-لام نوشته می‌شود، مثلاً به اوگاریتی: 𐎛𐎍، به فنیقی: 𐤀𐤋، به عبری: אל‎، به سریانی: ܐܠ، به عربی: إل یا إله، هم ریشه با اکدی: ilu) یک کلمه سامی شمال غربی به معنای خدا یا الهه است که (به عنوان اسم خاص) به هر کدام از چندین خدای خاور نزدیک باستان اشاره دارد. یک هجی نادرتر، "ila"، است که نشان دهنده شکل گزاره‌ای [یا اسنادی] آن در اکدی قدیم و در زبان عموری است. این کلمه مشتق شده از کلمه دوحرفی کهن و مهجور شده ʔ‑L در زبان نیاسامی، به معنای «خدا» است.
خدایان خاصی که به عنوان ال یا ئیل شناخته می‌شدند شامل بزرگ‌ترین خدای دین کنعانی باستان، و عالی‌ترین خدای سامی‌های میان رودان در دوره پیشا-سارگونی می‌شود. ال پیش از یهوه خدای بنی‌اسرائیل بود اما نهایتاً در قرون نهم تا ششم پیش از میلاد با یهوه ترکیب شد. داستان بخشیده‌شدن اسرائیل به یهوه توسط ال نیز در یکی از نسخه‌های تورات باقی مانده‌است.
در میان هیتی‌ها، ال به الکونیرسا معروف بود. اگرچه ال در طول زمان در زبان های مختلف ظاهر و معانی متفاوتی پیدا کرد، اما همچنان به صورت ئیل یا ال در عبارات اسمی مرکب مانند اسماعیل، اسرائیل، دانیال، رافائل، میکائیل و جبرئیل وجود دارد.

## شکل‌های زبان‌شناختی و معنی‌ها
شکل‌های هم‌ریشه «ال» در تمامی زبان‌های سامی یافت می‌شود؛ آن‌ها عبارتند از: اوگاریتی: 𐎛𐎍) ʾilu)، فنیقی: ʾl (𐤀𐤋)، عبری: ʾēl (אֵל)، آرامی: ʾl (ܐܺܝܠ)، اکدی: ilu  (𒀭)، عربی: ʾIlāh (إله).
در زبان‌های سامی شمال‌غربی، «اِل» واژه‌ای عمومی برای اشاره به هر خدایی بود و همچنین نام یا عنوان ویژه‌ای برای خدایی خاص که از دیگر خدایان متمایز می‌شد به‌عنوان «آن خدا». ال در صدر بسیاری از فهرست‌های خدایان قرار دارد. در برخی منابع کنعانی و اوگاریتی، ال نقشی به‌عنوان پدر خدایان، آفریننده، یا هر دو را ایفا می‌کرد. با این‌ حال، از آنجا که واژه ال گاهی به خدایی غیر از خدای بزرگ «اِل» اشاره دارد، اغلب مشخص نیست که آیا ال به‌ همراه نامی دیگر به معنای «خدای بزرگ اِل» با یک لقب ویژه است یا کاملاً به خدایی دیگر اشاره دارد. برای مثال، در متون اوگاریتی، اِل ملک به معنای «اِل پادشاه» درک می‌شود، اما اِل هدد به معنای «خداوند هدد» است. 
ریشهٔ سامی «ʾlh»، در عربی: «إِلٰه»، در آرامی: «ألٰه» یا «إلٰه»، در عبری: «אֱלוֹהַּ»، ممکن است از «ʾl» همراه با یک «h» افزوده (تطفلی) تشکیل شده باشد، و خود «ʾl» نیز می‌تواند شکل کوتاه‌شدهٔ «ʾlh» باشد. در زبان اوگاریتی، شکل جمع این واژه که به معنای «خدایان» است، «ʾilhm» نوشته می‌شود که معادل «الوهیم» (ʾelōhîm) عبری به معنای «قدرت‌ها» است. در متون عبری، این واژه از نظر معنایی به صورت مفرد برای «خدا» تفسیر شده است. با این حال، بر اساس فرضیهٔ مستند، دست‌کم چهار نویسندهٔ مختلف – منبع یهوه‌ای، منبع الوهیمی، منبع تثنیه‌ای، و منبع کاهنی – مسئول بازنویسی و ویرایش داستان‌هایی از یک دین چندخدایی به شکل دینی یکتاپرستانه بوده‌اند. این منابع در زمان‌های مختلف توسط ویراستارانی یا به‌اصطلاح «تدوین‌گران» به یکدیگر پیوند داده شده‌اند. ناسازگاری‌هایی که در متون میان یکتاپرستی و چندخدایی دیده می‌شود، بازتابی از همین فرضیه است.
ریشهٔ «ʾl» به‌طور برجسته در کهن‌ترین لایه‌های زبان‌های سامی شرقی، سامی شمال‌غربی، و سامی جنوبی دیده می‌شود. نام‌های شخصی‌ای که شامل ریشهٔ «ʾl» هستند، با الگوهایی مشابه، هم در زبان عموری و هم در زبان سبایی یافت شده‌اند.

## توسعه تاریخی

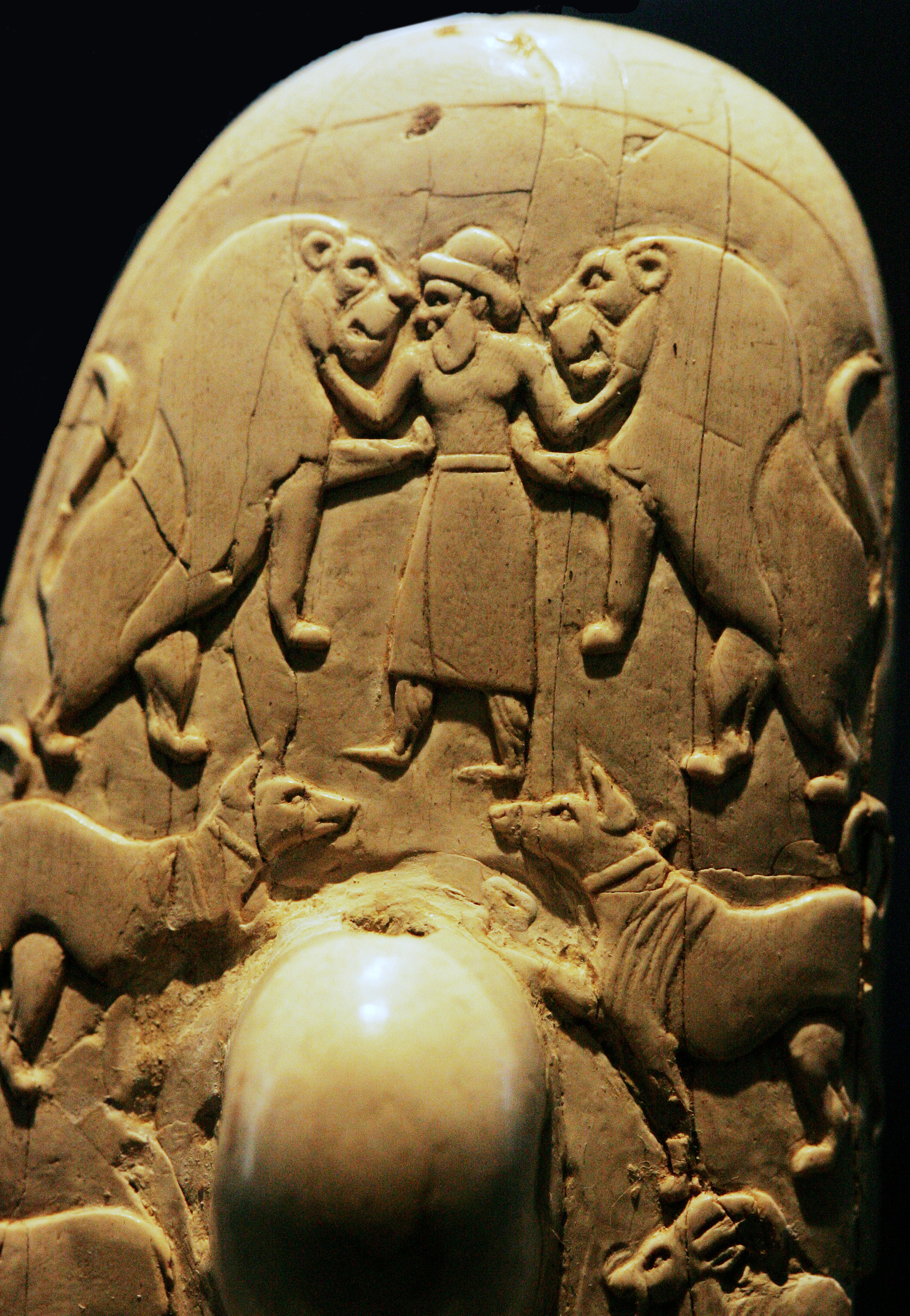
تصویر احتمالی ال با دو شیر در چاقوی جبل ارک، ۳۴۵۰ قبل از میلاد.

شواهدی وجود دارد که نشان می‌دهد تصور کنعانی/فینیقی و آرامی از ال در اصل همانند تصور عموری‌ها از ال بوده است؛ این برداشت در قرن هجدهم پیش از میلاد رایج شد، اما ریشه‌های آن به دورهٔ پیشاسارگونی بازمی‌گردد. هرگونه تغییر در جایگاه ال را می‌توان با تصادفی بودن داده‌های در دسترس توضیح داد. ساختارهای قبیله‌ای در فرهنگ سامی غربی نیز بر بازنمایی ال تأثیر گذاشتند، به‌گونه‌ای که او به‌صورت «شریک عهد» در پیمان‌ها به تصویر کشیده می‌شد، جایی که طایفه به‌عنوان خویشاوند آن ایزد در نظر گرفته می‌شد. در نهایت، پرستش ال به بخش مرکزی در فرایند شکل‌گیری قومیتی اسرائیلیان عصر آهن تبدیل شد، اما تاکنون پژوهشگران نتوانسته‌اند به‌طور دقیق مشخص کنند چه میزان از جمعیت واقعاً پرستندهٔ ال بوده‌اند. احتمال بیشتری وجود دارد که مناطق مختلف دیدگاه‌های متفاوتی نسبت به ال داشته‌اند.
در میان‌رودان، واژهٔ اکدی «ایلوم» یا «ایلو» که با سُمروگرام دینگیر نمایش داده می‌شود، به‌عنوان نشانهٔ تمایز برای اشاره به یک ایزد به‌کار می‌رفت؛ با این حال، هیچ خدایی با نام ال در آنجا تأیید نشده است. در اوگاریت، این واژه نیز به‌عنوان نام عام برای «خدا» به‌کار می‌رفت، اما همچنین می‌توانست به ایزدی خاص اشاره داشته باشد، یعنی «خدای ال». بخش زیادی از اطلاعات دربارهٔ ال، از متون اسطوره‌ای اوگاریت به‌دست آمده که مربوط به دوره برنز اخیر هستند. در اوگاریت، ال به‌عنوان یک پدرسالار در میان مجمع خدایان معرفی می‌شود. همسر او اثیرات است. او ایزد برتر است که بر اعمال دیگر خدایان نظارت دارد و بر آن‌ها کنترل دارد. ایزدان زیردست او، مانند «بعل»، «آنات»، «یَم» یا «عشتروت»، برای ارائهٔ درخواست‌های خود نزد او می‌آیند، گاه با پشتیبانی اثیرات. او میان خدایان داوری می‌کند. به‌نظر می‌رسد که ال تا اندازه‌ای از انسان‌ها دور باشد؛ او بیشتر بر کیهان فرمان می‌راند، کیهانی که بخش‌های مختلف آن میان ایزدان گوناگون تقسیم شده‌اند: «بعل» (طوفان)، «یَم» (دریا)، «موت» (مرگ). ال در خارج از اوگاریت نیز شناخته شده بود: در کتیبه «پاناموای دوم»، پادشاه آرامی سمعال (قرن نهم پیش از میلاد)، و همچنین در کتیبه‌های «دیر علّا» (قرن هشتم پیش از میلاد) از او نام برده شده است. در دوران هلنی نیز فیلون اهل بیبلوس در شرح دین فینیقیان، که توسط یوسبیوس قیصریه نقل شده، همچنان به ال اشاره می‌کند.
پیش از این گواهی‌ها، که به اوایل هزارهٔ دوم پیش از میلاد بازمی‌گردند، شاید با شکل کهن‌تری از واژهٔ ال روبه‌رو باشیم؛ در متون به‌دست‌آمده از بایگانی‌های سلطنتی ابلا، در محوطهٔ باستانی تل مردیخ در سوریه، از قرن بیست‌وچهارم پیش از میلاد، از ایزدی به نام «ایلو» یاد شده است (که تلفظ آن نامشخص است) و این ایزد با خدای سومری «اِنلیل» همانندسازی شده است. این نام در صدر فهرستی از ایزدان قرار دارد، به‌عنوان نیای خدایان یا پدر تمامی خدایان. آلفونسو آرچی پیشنهاد کرده‌است که ال تنها در هزاره دوم پیش از میلاد تحت‌تاثیر باورهای بین‌النهرین و هوری در مورد نسل‌های متوالی خدایان اجدادی، در میان گویشوران زبان‌های سامی شمال‌غربی به عنوان جد خدايان توسعه یافت.

## متون پیش سینائی، فنیقی، آرامی و هیتی

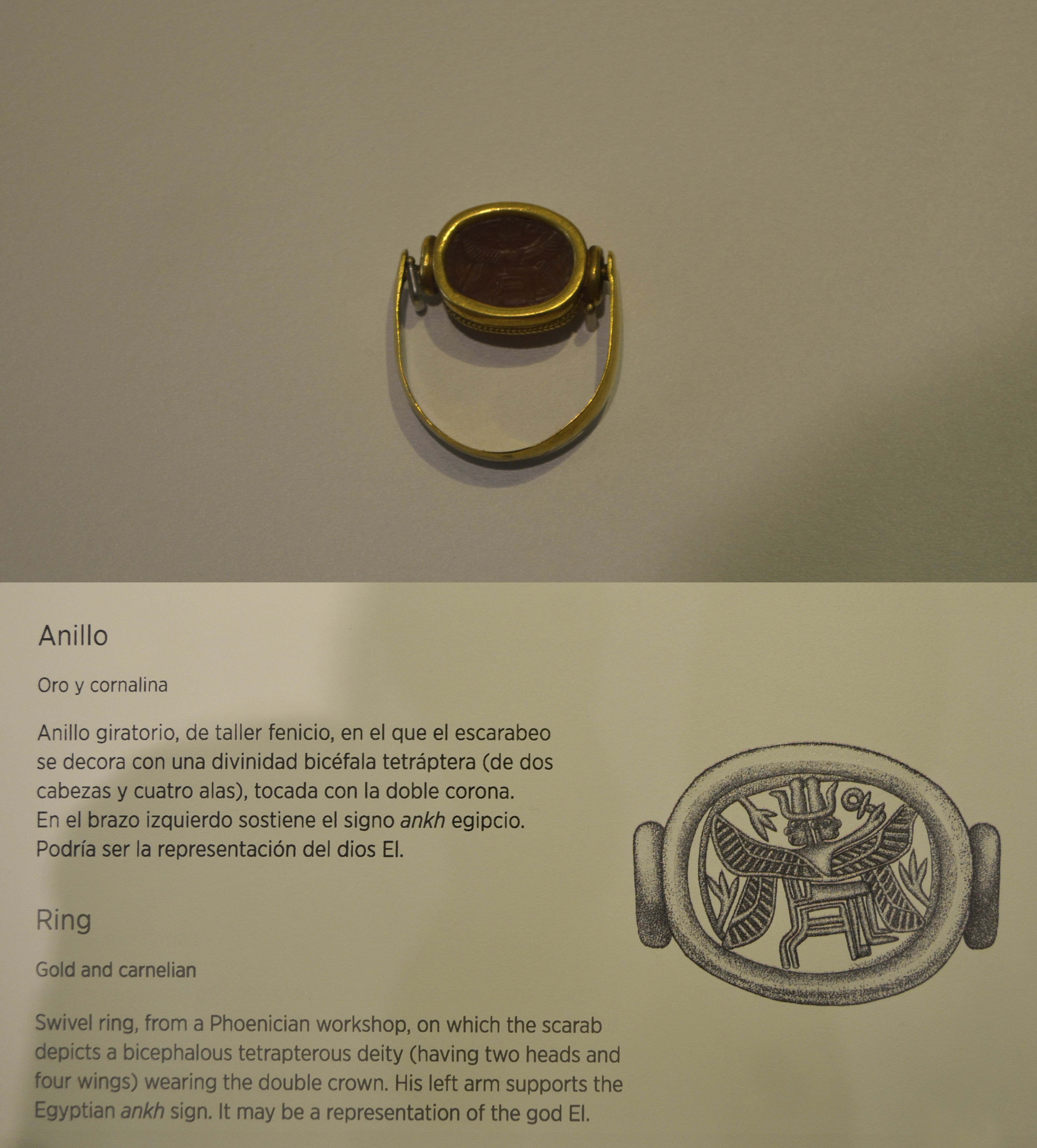
حلقه فنیقی که احتمالا ال را نشان می‌دهد.

یک کتیبه باستانی نیاسینایی که در صحرای سینا یافت شده‌است حاوی کلمات «El id 'olam» است که ویلیام آلبرایت آن را به «ال (خدای) ابدیت» ترجمه کرده‌است. در کتیبه‌ای که در تل لاچیش یافت‌ شده و مربوط به سلطنت آمنهوتپ دوم است، به خدای مصری پتاح لقب «ḏū gitti» داده شده‌است، که به «خدای جت» (جت یک شهر فلیسطیه)، ترجمه شده‌است. همچنین این عنوان در کتیبه‌ای دیگر نیز یافت شده‌است. فرانک مور کراس در مطالعات خود تاکید می‌کند که چگونه پتاح مانند کتیبه ال در سینا غالبا «خدای ابدیت» خوانده می‌شود، و حدس می‌زند که ممکن است این هم‌ذات پنداری ال با پتاح باشد که منجر به اطلاق لقب ابدی (Olam) به ال شده‌است. هرچند در متون اوگاریتی، پتاح ظاهرا با خدای صنعتگر، کوثر-وا-خاسیس، برابری می‌کند. با این حال ارتباط دیگری با فرشته مندائی پتاحئیل دیده می‌شود که نامش ترکیبی از دو اصطلاح پتاح و ال است.
نام رافائیل یا رافا-ال، به معنای «ال شفا داده» در اوگاریت، تقریبا در سال ۱۳۵۰ قبل از میلاد در یکی از نامه‌های عمارنه  که در تل الحسی از حاکم لاچیش یافت شده‌است، گواهی شده‌است‌.
یک طلسم کتیبه‌شده فنیقی قرن هفتم پیش از میلاد از ارسلان-تاش ممکن است به ال اشاره داشته‌ باشد. متن را روزنتال به شرح زیر ترجمه کرده‌است:
یک پیوند ابدی برای ما ایجاد شده‌است. آشور آن را برای ما برپا کرده‌است، و همه موجودات الهی و اکثریت گروه جمیع مقدسین، از طریق پیوند آسمان و زمین برای همیشه...
با این حال، کراس متن را به این صورت ترجمه کرده‌است:
ازلی (Olam) با ما عهد بسته است. اشیره با ما (پیمان) بسته است. و همه پسران ال، و شورای بزرگ همه مقدسین. با سوگند آسمان و زمین کهن.
در برخی از کتیبه‌ها نام «Ēl qōne 'arṣ» (به پونی: 𐤀𐤋 𐤒𐤍 𐤀𐤓𐤑) به معنای «ال خالق زمین» به چشم می‌خورد. حتی این جمله در یک کتیبه متاخرتر در لپتیس ماگنا، در تریپولیتانیا که مربوط به قرن دوم است، یافته شده‌است. در متون هیتی این نام به الکونیرسا تبدیل شده‌است، این الکونیرسا به عنوان شوهر اسردو (اشیره) و پدر ۷۷ یا ۸۸ فرزند ظاهر می‌شود. در یک سرود هوری ال «il brt» و «il dn» نامیده می‌شود، که توسط کراس به ترتیب به «ال عهد» و «ال قاضی» ترجمه شده‌است‌.

## اوگاریت و شام باستان
برای کنعانیان و به‌طور کلی در سراسر منطقهٔ شام باستان، ال یا ایل خدای برتر و پدر انسان‌ها و تمامی موجودات به‌شمار می‌رفت. او همچنین پدر بسیاری از ایزدان دیگر بود که مهم‌ترین آن‌ها «بعل»، «یم» و «موت» بودند که هر یک به ترتیب دارای ویژگی‌هایی مشابه با خدایان یونانی-رومی: زئوس، پوزئیدون و هادس داشتند. بر اساس آنچه در لوح‌های گلی اوگاریت ثبت شده، ال همسر الهه «اشیره» (اثیرات) است.
سه فهرست از پانتئون که در اوگاریت (راس شمرا امروزی در سوریه) کشف شده‌اند، با چهار ایزد آغاز می‌شوند: ایلیب (که به گفتهٔ فرانک مور کراس، نام نوعی ایزد عام و شاید نیا-ایزد قوم است)، ال، «داگنو» (همان داگون)، و بعل صفون (که همان «هدد» است). با آنکه در اوگاریت معابد بزرگی برای داگون و هدد وجود داشت، هیچ معبدی برای ال ساخته نشده بود.
ال دارای القاب و نمودهای متعددی بود. در متون اوگاریتی، او بارها با عنوان «ṯr il» به معنای «ال گاو نر» یا «خدای نر» و «ʾil milk» به معنای «ال پادشاه» خوانده می‌شود. از او همچنین با لقب‌هایی چون «آفرینندهٔ آفریدگان» (bny bnwt)، «پدر خدایان» (ʾabū banī 'ili)، و «پدر انسان» (ʾab ʾadm) یاد شده است. صفاتی همچون «جاودان»، «آفریننده» و «آفرینندهٔ ازلی» یا «آفرینندهٔ باستانی» نیز از ویژگی‌های شاخص او در اسطوره‌ها و نیایش‌های کنعانی به‌شمار می‌آیند. او همچنین «ḥātikuka» یعنی «پدرسالار تو» نیز خوانده می‌شود. ال پیرمردی ریش‌سپید، سرشار از خرد، پادشاه (malku)، «پدر سال‌ها» (ʾab šnm)، و «ال جنگاور» (ʾEl gibbōr) توصیف شده است. از دیگر القاب او می‌توان به «خدای مهربان و نیکوکار» (lṭpn ʾil d pʾid) و «مهربان و مقدس» (lṭpn wqdš) اشاره کرد.

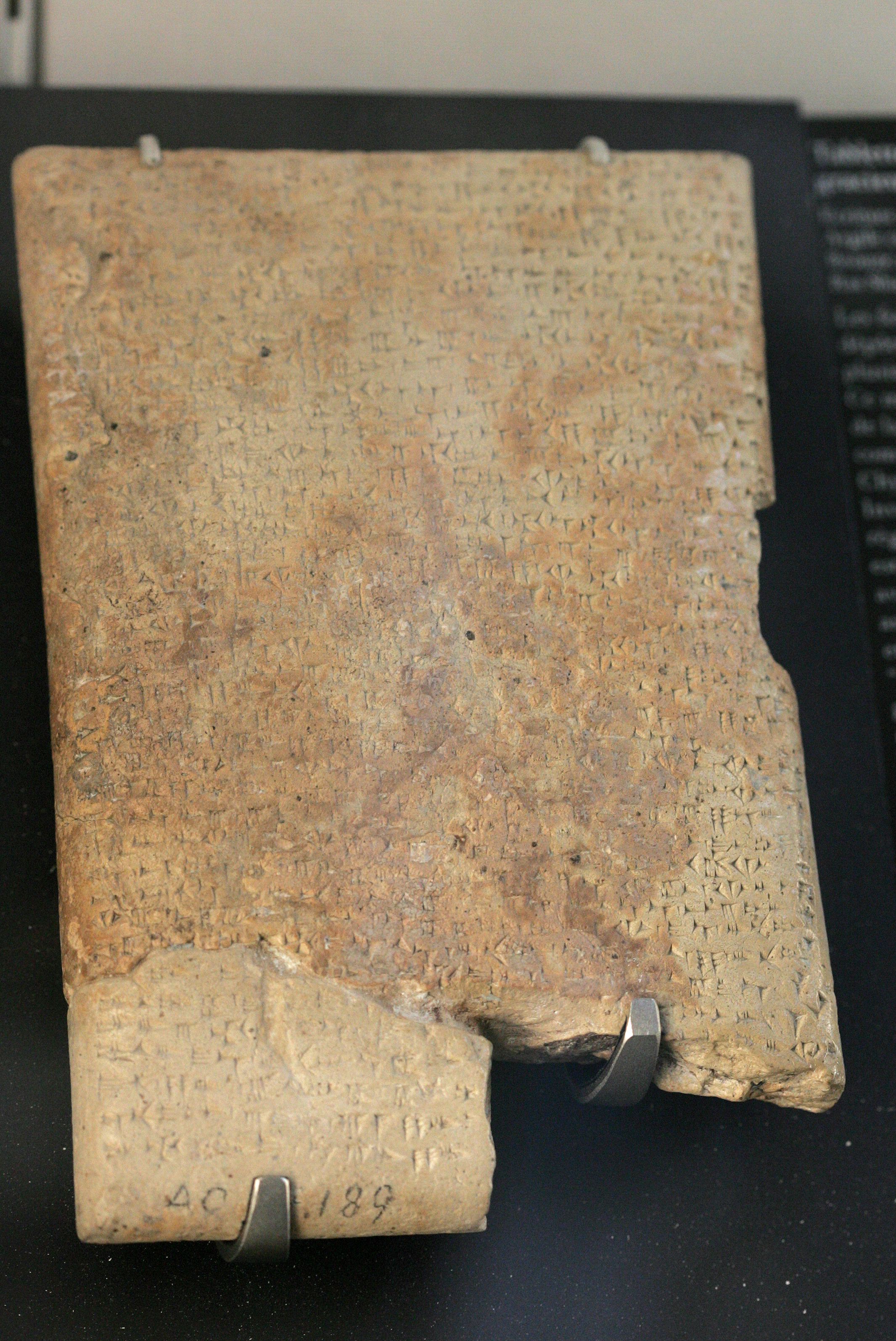
لوح اساطیری اوگاریتی که ازدواج ال و تولد فرزندان الهی او را بازگو می کند (قرن ۱۴-۱۳ پیش از میلاد، موزه لوور.

در متن اوگاریتی «شحر و شلیم» روایت شده که ال (شاید در آغاز آفرینش) به ساحل دریا رفت و در آنجا دو زن را دید که در آب بالا و پایین می‌رفتند. ال تحریک جنسی شد و آن دو زن را با خود برد. او پرنده‌ای را با پرتاب عصایش کشت و آن را روی آتش بریان کرد. سپس از زنان خواست زمانی که پرنده کاملاً پخته شد، او را یا «شوهر» یا «پدر» خطاب کنند، چرا که از آن پس با آنان مطابق همان عنوان رفتار خواهد کرد. زنان او را «شوهر» خواندند. آنگاه با آنان درآمیخت و آن دو زن دو فرزند به دنیا آوردند: «شحر» (سپیده‌دم) و «شلیم» (شامگاه). پس از آن، ال دوباره با همسرانش همبستر شد و آن‌ها فرزندانی به دنیا آوردند که در متن از آن‌ها با عنوان «خدایان نیکو»، «شکافندگان دریا» و «فرزندان دریا» یاد شده است. نام این همسران به‌صراحت ذکر نشده، اما در بخش‌هایی مبهم از آغاز روایت، به الهه «اَثیرَت» اشاره شده که در منابع دیگر، همسر اصلی ال به شمار می‌رود، و همچنین به الهه‌ای به نام «رَحْمَیّو»، به معنای «صاحب رحم».
در اسطوره‌ اوگاریتی چرخه بعل، ال به عنوان خدایی معرفی می‌شود که مجمع خدایان را بر کوه «لِل» (که احتمالاً به معنی «شب» است) برگزار می‌کند و در چشمه‌ی دو ژرفا، در سرچشمه‌ی دو رود، ساکن است. برخی تفسیرها بیان می‌کنند که او در خیمه‌ای زندگی می‌کرده، و این می‌تواند توضیح دهد که چرا در اوگاریت برای او معبدی ساخته نشده بود. درباره‌ی این دو رود و سرچشمه‌ی ژرفاها، احتمال می‌رود که آن‌ها یا به نهرهای واقعی اشاره داشته باشند، یا به سرچشمه‌های اسطوره‌ای آب شورِ اقیانوس و منابع آب شیرین زیر زمین، یا حتی به آب‌های بالای آسمان و پایین زمین اشاره کنند. در نزدیکی باتلاقی که رودهای لیتانی (که در منابع کلاسیک به نام لئُنتس شناخته می‌شود) و عاصی (بخش بالایی رود اورنتس) از آن سرچشمه می‌گیرند، منطقه‌ی بعلبک ممکن است همان «منبع دو رود» (منبع النهرین) باشد که به عنوان محل اقامت ال در چرخه‌ی بعل اوگاریتی شناخته می‌شود؛ چرخه‌ای که در دهه‌ی ۱۹۲۰ کشف شد و در متنی دیگر درباره‌ی طلسمی برای مار نیز به آن اشاره شده است.
در بخش مربوط به «کاخ بعل» در چرخه‌ی بعل، بعل هدد، «هفتاد پسر اشیره» را به ضیافتی در کاخ جدیدش دعوت می‌کند. احتمالاً این پسران، حاصل رابطه‌ی اشیره با ال هستند؛ در بخش‌های بعدی، به نظر می‌رسد این پسران در واقع همان خدایان (ʾilm) به‌شکل عام یا دست‌کم بخش بزرگی از آنان باشند. از میان پسران ال، تنها چند تن به‌صراحت در متون اوگاریتی نام برده شده‌اند: یم (دریا)، موت (مرگ)، و عثتر، که ممکن است رئیس و پیشوای بیشتر پسران ال بوده باشد. در برخی مواضع، بعل هدد نیز «پسر ال» خوانده شده، گرچه معمولاً او را «پسر داگون» می‌نامند؛ احتمال دارد این تغییر در نسبت، به دلیل جایگاه ال به‌عنوان پدر خاندانی همه‌ی خدایان باشد.
در متن قطعه‌قطعه‌شده‌ی R.S. 24.258، توصیف می‌شود که ال ضیافتی به نام مرزئَح (Marzēaḥ) برگزار می‌کند و دیگر خدایان را به آن دعوت می‌نماید. در جریان این مهمانی، ال با موجودی ناشناخته به نام حبّای که «دارای شاخ و دُم» توصیف شده، روبه‌رو می‌شود و پس از آن، با نوشیدن بیش از حد شراب، به‌شدت مست می‌شود و بی‌آبرو می‌گردد؛ به‌طوری که بیهوش نقش بر زمین می‌شود. پایان متن با یک افسون (ورد جادویی) برای درمان خماری (سردرد پس از مستی) به پایان می‌رسد.

## کتاب مقدس عبری
«و الوهیم با موسی سخن گفت و به او گفت: من یهوه هستم. و بر ابراهیم و اسحاق و یعقوب با نام ال شدای ظاهر شدم، اما نام من یهوه بر ایشان شناخته نشده بود.»

در تنخ، واژه الوهیم اصطلاح رایج برای «یک خدا» یا «خدای بزرگ» یا حتی «خدایان» می‌باشد. اما صورت ال (عبری: אל) نیز به‌ویژه در بخش‌های شاعرانه و در روایت‌های پدرسالارانه‌ای که به منبع کاهنی در فرضیه مستند نسبت داده می‌شوند، دیده می‌شود. این واژه در متن ماسورتی ۲۱۷ بار به‌کار رفته است: ۷۳ بار در مزامیر، ۵۵ بار در کتاب ایوب و در موارد دیگر بیشتر در بخش‌های شاعرانه یا نثر فاخر. گاهی نیز با حرف تعریف به شکل hā'Ēl به معنی «آن خدا» ظاهر می‌شود (برای مثال در دوم سموئیل ۲۲:۳۱ و ۳۳–۴۸). از دیدگاه الهیاتی کتاب مقدس عبری، وقتی نام‌های ال و الوهیم به‌صورت مفرد به کار می‌روند، منظورشان همان خدای برتر یعنی یهوه است. اما وقتی به شکل جمع استفاده می‌شوند، معمولاً به موجودات آسمانی دیگر مثل فرشتگان اشاره دارند.
یک دیدگاه پژوهشی این است که همانندسازی یهوه با ال تفسیر و تأویلی متأخر است. در مراحل اولیه، یهوه به‌عنوان یکی از خدایان متعدد و جدا از ال تصور می‌شده است. اما بعدها، در تفاسیر الاهیاتی از کتاب مقدس عبری، ال به‌عنوان نام جایگزین یا یکی از القاب یهوه در نظر گرفته شد. این نگاه در تضاد با برخی سنت‌های کتاب مقدسی مانند سنت الوهیمی و کاهنی  است، که در آن‌ها ال به‌عنوان خدایی قدیمی‌تر از یهوه معرفی می‌شود. پژوهشگر برجسته، مارک اسمیت، استدلال کرده که در ابتدا یهوه و ال خدایانی جدا از هم بوده‌اند، اما در دوره‌‌های بعدی، مترادف و هم‌هویت در نظر گرفته شده‌اند. این نظریه در متون کتاب مقدس نیز بازتاب دارد: برای نمونه، در پیدایش ۲:۴ از نام «یهوه» استفاده می‌شود، و در پیدایش ۴:۲۶ گفته شده که در آن زمان مردم «شروع به خواندن نام یهوه» کردند؛ این ممکن است به رسمی شدن پرستش یهوه به‌عنوان خدای اصلی اشاره داشته باشد. همچنین لقب «ال شدای» که به معنای «خدای استپ یا دشت باز» تعبیر می‌شود، ممکن است ریشه در باورهای فرهنگی مهاجران عموری از شمال میان‌رودان داشته باشد؛ قوم‌هایی که برخی از آن‌ها احتمالا نیاکان بنی‌اسرائیل بوده‌اند.
«زیرا کیست در آسمان که با یهوه سنجیده شود؟
یا در میان پسران خدایان (بنی الیم) که شبیه یهوه باشد؟
ال (אֵל) در شورای مقدسان بسیار مهیب است،
و بر تمامی آنان که پیرامون اویند ترسناک است.»— مزامیز ۸۹:۶–۷
در تثنیه ۳۲، آن‌گونه که در نسخه‌های باستانی مانند ترجمه یونانی هفتادگانی و طومارهای دریای مرده حفظ شده، یهوه نه به‌عنوان خدای یگانه، بلکه به‌عنوان پسر ال توصیف شده است. این نسخه‌ها، برخلاف متن عبری متداول امروزی (متن ماسورتی)، نشان می‌دهند که در باورهای اولیه، ال به‌عنوان خدای والای آسمانی شناخته می‌شد و فرزندان الهی متعددی داشت که یهوه یکی از آن‌ها بود و سهم خود را از میان اقوام، قوم اسرائیل دریافت کرد. این بازتابی است از دیدگاه کهن‌تری در دین اسرائیلی، که در آن یهوه یکی از اعضای مجمع خدایان بوده، نه خود ال. بعدها این دیدگاه در متون رسمی‌تر عبری بازنویسی و یهوه به جایگاه خدای یگانه ارتقا یافت.
زمانی که علیون، ملت‌ها را میراث‌بندی می‌کرد
و انسان‌ها را از هم جدا می‌ساخت،
مرزهای اقوام را تعیین کرد
بر اساس تعداد خدایان.
زیرا سهم یهوه، قوم اوست؛
یعقوب، میراث خاص او محسوب می‌شود.— سفر تثنیه ۳۲:۸–۹، تورات
در پیدایش ۱۴:۱۸–۲۰، ابراهیم برکت ال را می‌پذیرد، زمانی که ملکصدق، پادشاه شالیم (اورشلیم) و کاهن اعظم خدای آن شهر با نام «ال علیون» یعنی خدای والاترین، او را برکت می‌دهد. این بخش از کتاب مقدس نشان می‌دهد که ابراهیم، در مرحله‌ای از روایت، ارتباط مثبتی با ایلی دارد که نه «یهوه» بلکه «ال علیون» نام دارد و بدون اعتراض، برکت او را می‌پذیرد. این صحنه، یکی از نشانه‌های اولیه در کتاب مقدس عبری است که نشان می‌دهد «ال» به‌عنوان خدای مستقل و متعالی مورد احترام بوده، و در روایات بعدی این ویژگی‌ها به یهوه منتقل شده‌اند.

بر اساس فرهنگ اساطیر جهان آکسفورد:
شواهدی قوی وجود دارد که نشان می‌دهد خدای یهودیان، یهوه، به‌تدریج از خدای بلندپایهٔ کنعانیان یعنی ال تکامل یافته است. این دیدگاه با شواهد باستان‌شناختی و متنی هم‌راستا است که نشان می‌دهد دین اولیهٔ اسرائیلیان، ابتدا یکتاپرستانه نبوده بلکه بیشتر حالتی هِنوتئیستی (یعنی پرستش یک خدا در کنار پذیرش خدایان دیگر) داشته است؛ و در این نظام، ال به عنوان خدای اعظم پرستیده می‌شده.

این دیدگاه، پیدایش یهودیت را در بستر بزرگ‌تری از دین‌ها و اسطوره‌های خاور نزدیک باستان قرار می‌دهد، جایی که خدایان و مفاهیم دینی به مرور زمان و در واکنش به تحولات تاریخی، سیاسی و فرهنگی تغییر کردند؛ نه اینکه از ابتدا شکلی کامل و توحیدی داشته باشند. حرکت به‌سوی یکتاپرستی، نتیجهٔ فرآیند تدریجی بازتعریف یهوه و حذف عناصر الهیات کنعانی بود.
در برخی موارد، مانند مزامیز ۲۹، یهوه به‌عنوان خدای طوفان تصویر می‌شود، چیزی که درباره ال صدق نمی‌کند. در اشعیا ۲۷:۱، پیش‌بینی شده که یهوه روزی با لویاتان، مار افسانه‌ای، نبرد خواهد کرد و اژدهای دریا را خواهد کشت. کشتن مار یا اژدها در اسطوره‌ها، عملی است که در متون اوگاریتی به بعل (هدد) و آنات نسبت داده می‌شود، اما نه به ال.
چنین موتیف‌های اسطوره‌ای به‌گونه‌های مختلف تفسیر شده‌اند: یا به‌عنوان بازمانده‌هایی دیرپا از دورانی که یهوه جایگاهی در الهیات داشت که با جایگاه هدد در اوگاریت قابل مقایسه بود؛ یا به‌عنوان نسبت دادن اعمالی به یهوه در دوره‌های تک‌خداگزینی (خداپرستی انتخابی) و یکتاپرستی، اعمالی که معمولاً به هدد نسبت داده می‌شدند؛ یا صرفاً به‌عنوان نمونه‌هایی از کاربرد التقاطی یکسان همان موتیف‌ها و تصاویر برای خدایان مختلف. به‌همین شکل، همچنان به‌طور قطعی مشخص نیست که آیا ال شدای، ال عولام، ال علیون و دیگر عناوین مشابه، در اصل به‌عنوان خدایانی جداگانه درک می‌شده‌اند یا نه. آلبرشت آلت نظریه‌های خود را دربارهٔ تفاوت‌های اصلی این خدایان در سال ۱۹۲۹ در اثر خود با عنوان خدای پدران مطرح کرد.
اما برخی دیگر استدلال کرده‌اند که از زمان دوران پدرسالاران، این نام‌های مختلف به‌طور کلی اشاره به یک خدای بزرگ یگانه داشته‌اند، یعنی ال. این دیدگاه متعلق به فرانک مور کراس است (۱۹۷۳). آنچه مسلم است این است که صورت ال در نام‌های اسرائیلی در تمام دوره‌ها دیده می‌شود، از جمله در نام اسرائیل، به‌معنای «ال می‌جنگد» یا «ال می‌کوشد». آیاتی وجود دارد که در آن‌ها «ال» و «یهوه» به‌وضوح با هم یکی گرفته شده‌اند (مانند اعداد ۲۳:۸)، اما برخی پژوهشگران بر این باورند که این یکی‌سازی، تلاشی برای تصویر کردن ال به‌عنوان خدایی جنگجو بوده، در فرآیند تحول جامعهٔ اسرائیلی به یک دولت‌ملت.

## گزارش‌های سانچونیاتون

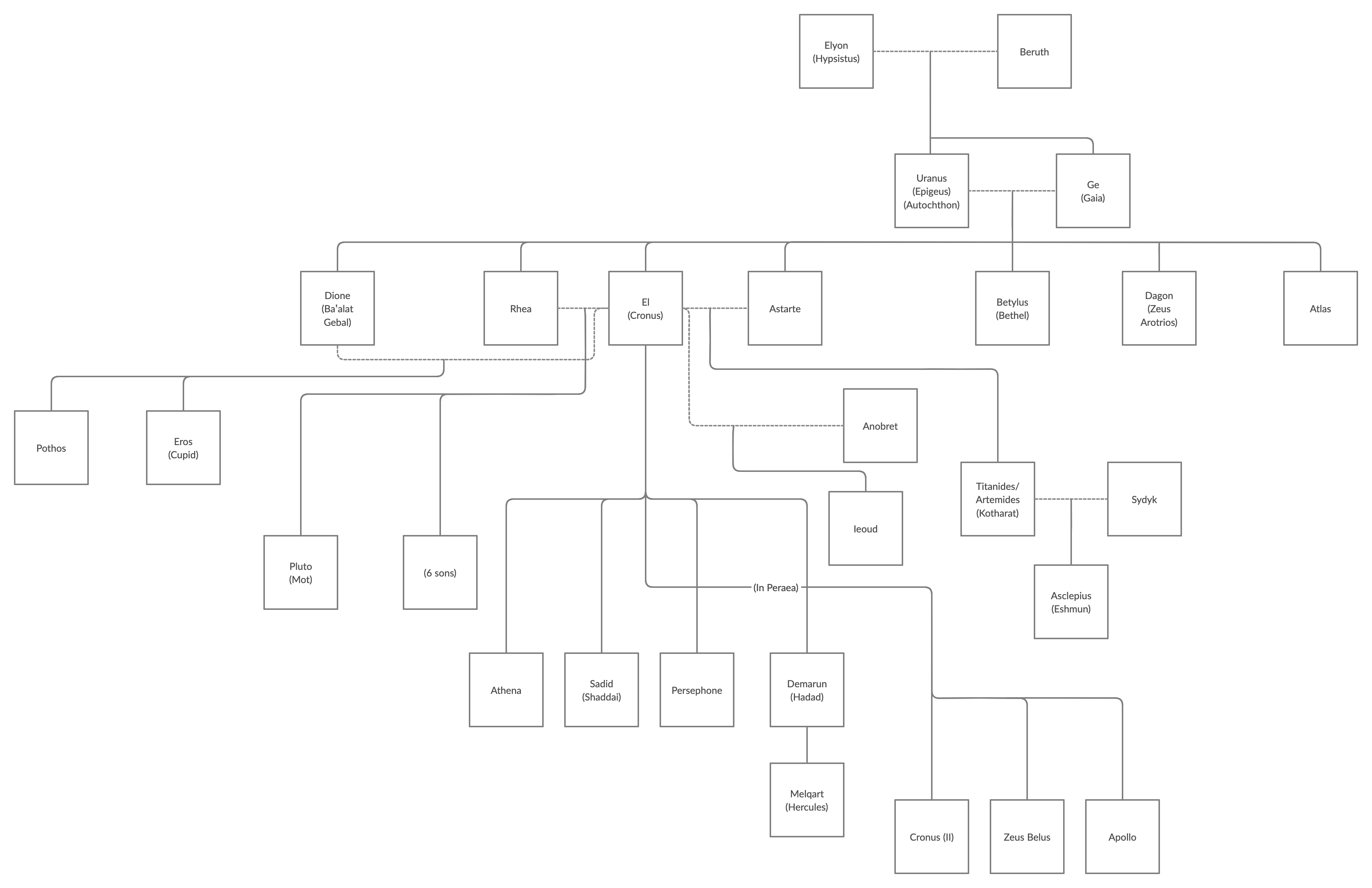
شجره‌نامه خدایان فنیقی بر اساس روايات باقی مانده از نویسنده فینیقی سانچونیاتون. در این لیست ال که با خدای یونانی کرونوس شناخته میشود فرزند آسمان و زمین است.

گزارش‌های نویسنده یونانی فیلون بیبلوسی از روایت نویسنده فینیقی سانچونیاتون، به نقل از یوسبیوس، دارای حاوی اطلاعات مهم از اساطیر و پانتئون فنیقی است. در این گزارش‌ها ال (که به الوس ترجمه شده‌است و توسط همتای یونانی خود، کرونوس شناخته می‌شود) اولین خدا یا خدای خالق نیست. ال خود پسر آسمان (معادل اورانوس) و زمین (معادل گایا) است. آسمان و زمین نیز خود فرزندان خدایی به نام علیون هستند. ال برادر خدای بیتئیل، داگون، الهه‌های عشتروت (معادل آفرودیته)، رئا (احتمالاً اشیره) و بلات (معادل دیونه) و خدای ناشناخته‌ای است که با اطلس یونانی برابر است. ال پدر پرسفونه و آتنا (احتمالاً آنات) است.
در ابتدا آسمان و زمین در خصومت از یکدیگر جدا شدند، اما آسمان اصرار داشت که با زور خود بر روی زمین ادامه یابد و تلاش می‌کند تا فرزندان حاصل از چنین پیوندی را نابود کند. سرانجام، ال با توصیه دخترش آتنا (آنات) و خدای هرمس تریسمجیستوس (شاید تحوت)، با داس و نیزه ای آهنین به پدرش آسمان حمله می‌کند و به همراه متحدان نظامی‌اش پادشاهی آسمان را به دست می‌آورد. در قسمت بعدی توضیح داده شده‌است که ال آسمان را اخته می‌کند. یکی از زنان آسمان (که به داگون برادر ال داده شده) قبلاً توسط آسمان حامله بود. پسری که از این پیوند متولد شد، دماروس یا زئوس نام داشت، اما زمانی آدودوس نام داشت که آشکارا اداد یا همان بعل متون اوگاریتی است که اکنون متحد پدربزرگش آسمان می‌شود و شروع به مبارزه‌ با ال می‌کند. در این روايات ال در درجه اول به عنوان یک جنگجو به تصویر کشیده شده‌است. در منابع اوگاریتی بعل نقش جنگجو را دارد و ال صلح آمیز است و ممکن است سانچونیاتون سنت‌های قبلی را به تصویر بکشد که بیشتر در مناطق جنوبی کنعان جریان داشته‌است.
ال سه همسر دارد، خواهران یا خواهران ناتنی‌اش آفرودیته/عشتروت، رئا (احتمالاً اشیره) و دیونه که توسط سانچونیاتون با بعلات جبیل، الهه جبیل شناخته می‌شود، شهری که سانچونیاتون می‌گوید ال آن را تأسیس کرده.
همچنین گفته می‌شود که ال پسر خود سدیدوس (نامی که برخی از مفسران گمان می‌کنند ممکن است شکل تحريف شده‌ی شدای، یکی از القاب کتاب مقدس باشد) را به قتل رساند (قربانی می‌کند) و یکی از دخترانش را نیز سر برید. بعدها شاید با اشاره به همین مرگ سدیدوس نقل می‌کند:
اما کرونوس پس از وقوع بیماری و مرگ و میر، یگانه پسر خود را به عنوان قربانی سوختنی به پدرش آسمان تقدیم می‌کند و خود را ختنه می‌کند و یاران خود را نیز مجبور به انجام این کار می‌کند.
شرح کامل تری از قربانی توسط فیلون بیبلوسی نقل می‌شود:
این رسم پیشینیان بود که در بحران‌های بزرگ، حاکمان یک شهر یا ملت برای جلوگیری از ویرانی مشترک عزیزترین فرزندان خود را به عنوان قربانی برای دیوهای انتقام گیرنده تقدیم می‌کردند. و کسانی که به این شیوه تقدیم می‌شدند با مناسک عرفانی قربانی می‌شدند. سپس کرونوس که فنیقی‌ها او را الوس می‌نامند که پادشاه کشور بود و متعاقباً پس از مرگ او به عنوان ستاره زحل خدایی شد، توسط یک پوره از کشور به نام آنوبرت یک پسر یگانه داشت که به همین دلیل او را ایدود نامیدند. تنها موجودی که هنوز در میان فنیقی‌ها به این نام خوانده می‌شود. و هنگامی که خطرات بسیار بزرگ جنگ کشور را فرا گرفت، پسرش را لباس سلطنتی پوشاند و قربانگاهی آماده کرد و او را قربانی کرد.

## جستار های وابسته
دین کنعانی
بعل
انلیل
اشیره
هدد
داگون

## پاورقی‌ها
1. ↑  Fontenrose 1957, pp. 277–279.
2. ↑  Feliu 2007, p. 301.
3. 1 2  Güterbock 1983, pp. 325–326.
4. 1 2  Archi 2004, p. 329.
5. ↑  «Online Phoenician Dictionary». بایگانی‌شده از اصلی در ۱۰ اوت ۲۰۱۴. دریافت‌شده در ۱ ژوئن ۲۰۱۷.
6. ↑  Cross 1997, p. 14.
7. ↑  Kogan, Leonid (2015), Genealogical Classification of Semitic: The Lexical Isoglosses. Berlin, Germany: De Gruyter. p. 147.
8. ↑  Matthews 2004, p. 79.
9. ↑  Gelb 1961, p. 6.
10. ↑  Smith 2002, p. 8٬33–34.
11. 1 2  Smith 2010, pp. 139–140 and chapter 4.
12. ↑  Smith 2001, p. 135.
13. 1 2  Leeming 2005, p. 118.
14. ↑  Rahmouni 2007, p. 41.
15. ↑  For example: Keller, Catherine (2009). "The Pluri-Singularity of Creation".  In McFarland, Ian A. (ed.). Creation and Humanity: The Sources of Christian Theology. Westminster John Knox Press. p. 74. ISBN 978-0-664-23135-4. [...] Elohim – a flux of syllables, labial, multiple. Its ending marks it stubbornly as a plural form of "eloh"; here (but not always) it takes the singular verb form [...]
16. ↑  Van Seters, John (2015). The Pentateuch: A Social-Science Commentary (2nd ed.). New York: Bloomsbury T&T Clark. p. 13. ISBN 978-0-567-65880-7.
17. ↑  Beeston, A. F. L. (1982). Sabaic dictionary: English, French, Arabic. Louvain-la-Neuve: Editions Peeters. p. 5. ˀL I n. ˀl, ˀl-m R 3945/1 &c (ḏ—ws²ymm), ˀlh, d. ˀly, p. ˀlˀlt; f. ˀlt Gl 1658/5, YM 386/4, ˀlht YM 386/2, ?p.? ˀlht J2867/8 god/goddess, divinity | dieu/déesse, divinité
18. ↑  du Mesnil du Buisson, Robert (1969). "Le décor asiatique du couteau de Gebel el-Arak" [The Asian decor of the Gebel el-Arak knife] (PDF). BIFAO (به فرانسوی). Vol. 68. Institut Français d'Archéologie Orientale. pp. 63–83. ISSN 0255-0962. Archived from the original (PDF) on 21 Feb 2014. Retrieved 30 Oct 2014.
19. ↑  Lewis, Theodore J. (2020). The Origin and Character of God: Ancient Israelite Religion through the Lens of Divinity. Oxford University Press. pp. 73–118. ISBN 978-0-19-007254-4.
20. ↑  Miller, Patrick D. (1967). "El the Warrior". The Harvard Theological Review. 60 (4): 411–431. doi:10.1017/S0017816000003886. JSTOR 1509250. S2CID 162038758.
21. ↑  Archi 2013, p. 18.
22. ↑  Cross 1973, p. 19.
23. ↑  Wyatt 2002, p. 43.
24. ↑  Smith, H. (1956). "The Relationship of the Semitic and Egyptian Verbal Systems. By T. W. Thacker. pp. xxvi 341. Geoffrey Cumberlege. Oxford, 1954. 42s". Journal of the Royal Asiatic Society. 88 (1–2): 102–103. doi:10.1017/S0035869X00114728. S2CID 162288496.
25. ↑  Robert William Rogers, ed., Cuneiform Parallels to the Old Testament (New York: Eaton & Mains, & Cincinnati, Ohio: Jennings & Graham, 1912), pp. 268–278.
26. ↑  Rosenthal 1969, p. 658.
27. ↑  Cross 1973, p. 17.
28. ↑  Binger 1997, p. 92.
29. ↑  Cross 1973, p. 39.
30. ↑  Kugel 2007, p. 423.
31. 1 2  Cross 1973, p. 14.
32. ↑  Cross, Frank Moore (1962). "Yahweh and the God of the Patriarchs". The Harvard Theological Review. 55 (4): 225–259. doi:10.1017/S0017816000007914. JSTOR 1508722.
33. ↑  Cassuto, Umberto. The Goddess Anath: Canaanite Epics on the Patriarchal Age. Bialik Institute, 1951, pp. 42–44 (in Hebrew)
34. ↑  (Cross 1962، صص. 225–259)
35. ↑  Cassuto, Umberto. The Goddess Anath: Canaanite Epics on the Patriarchal Age. Bialik Institute, 1951, pp. 42–44 (in Hebrew)
36. ↑  Cross, Frank Moore (1962). "Yahweh and the God of the Patriarchs". The Harvard Theological Review. 55 (4): 225–259. doi:10.1017/S0017816000007914. JSTOR 1508722.
37. ↑  Cassuto, Umberto. The Goddess Anath: Canaanite Epics on the Patriarchal Age. Bialik Institute, 1951, pp. 42–44 (in Hebrew)
38. ↑  (Cross 1962، صص. 225–259)
39. ↑  Lewis, Theodore J. (2020). The Origin and Character of God: Ancient Israelite Religion through the Lens of Divinity. Oxford University Press. pp. 73–118. ISBN 978-0-19-007254-4.
40. ↑  KTU 1.2 III AB B
41. ↑  KTU 1.2 III AB C
42. ↑  KTU 1.4 IV 21.
43. ↑  KTU 1.100.3.
44. ↑  Steiner (2009).
45. ↑  Palmer, Sean B. "El's Divine Feast". inamidst.com. Sean B. Palmer. Retrieved 2012-02-05.
46. ↑  McLaughlin, John L. (June 2001). The marzēaḥ in the Prophetic Literature: References & Allusions in Light of the Extra-Biblical Evidence. Brill. pp. 24–26. ISBN 978-90-04-12006-8. LCCN 2001025261. OCLC 497549822.
47. ↑  Reinhard Gregor Kratz, Hermann Spieckermann: Götterbilder, Gottesbilder, Weltbilder: Griechenland und Rom, Judentum, Christentum und Islam. Mohr Siebeck, 2006, ISBN 978-3-16-148807-8 (German)
48. ↑  Hendel, R. S. (1992). Genesis, Book of. In D. N. Freedman (ed.), The Anchor Yale Bible Dictionary (Vol. 2, p. 938). New York: Doubleday.
49. ↑  Smith 2002, pp. 32–34.
50. ↑  Lewis, Theodore J. (2020). The Origin and Character of God: Ancient Israelite Religion through the Lens of Divinity. Oxford University Press. pp. 73–118. ISBN 978-0-19-007254-4.
51. ↑  Anderson, James S. (27 August 2015). Monotheism and Yahweh's Appropriation of Baal. Bloomsbury. p. 77. ISBN 978-0-567-66396-2.
52. ↑  Barker, Margaret (29 November 2012). The Mother of the Lord: Volume 1: The Lady in the Temple. A&C Black. p. 124. ISBN 978-0-567-52815-5.
53. ↑  Grabbe, Lester L. (2020).  Balentine, Samuel E. (ed.). The Oxford Handbook of Ritual and Worship in the Hebrew Bible. Oxford University Press. p. 100. ISBN 978-0-19-022211-6.
54. ↑  Day, John (15 June 2010). Yahweh and the Gods and Goddesses of Canaan. Bloomsbury. p. 25. ISBN 978-0-567-53783-6.
55. ↑  Flynn, Shawn W. (6 September 2019). A Story of YHWH: Cultural Translation and Subversive Reception in Israelite History. Taylor & Francis. p. 81. ISBN 978-1-317-24713-5.
56. ↑  Coogan, Michael David (2009). A Brief Introduction to the Old Testament. New York: Oxford University Press. p. 74. ISBN 978-0-19-533272-8. LCCN 2008034190. OCLC 243545942.
57. ↑  McBee Roberts, Jimmy Jack (2002). The Bible and the Ancient Near East: Collected essays. Eisenbrauns. p. 321. ISBN 978-1-57506-066-8.
58. ↑  Brand, Chad; Mitchell, Eric;  et al. (November 2015). "Dan". Holman Illustrated Bible Dictionary. B&H. p. 384. ISBN 978-0-8054-9935-3.
59. ↑  Scoggins Ballentine, Debra (May 2015). The Conflict Myth and the Biblical Tradition. Oxford University Press. p. 130. ISBN 978-0-19-937026-9.
60. ↑  Smith, Mark; Pitard, Wayne (24 December 2008). "El's Relationship to Baal's Enemies". The Ugaritic Baal Cycle: Introduction with Text, Translation and Commentary of KTU/CAT 1.3–1.4. Vol. II. Brill. pp. 52–53. ISBN 978-90-474-4232-5.
61. ↑  Alt, Albrecht (1929). Der Gott der Väter; ein Beitrag zur Vorgeschichte der israelitischen Religion [The God of the Patriarchs; a contribution to (the study of) the (pre)history of Israelite religion] (به آلمانی). Stuttgart: Kohlhammer Verlag. LCCN 49037141. OCLC 45355375.
62. ↑  Cross 1973.
63. ↑  Lewis, Theodore J. (2020). The Origin and Character of God: Ancient Israelite Religion through the Lens of Divinity. Oxford University Press. pp. 73–118. ISBN 978-0-19-007254-4.
64. ↑  van der Toorn, Becking & van der Horst 1999, p. 294.
65. ↑  Botterweck, G. Johannes; Ringgren, Helmer; Fabry, Heinz-Josef (1974). Theological Dictionary of the Old Testament. William B. Eerdmans Publishing. p. 132. ISBN 978-0-8028-2335-9.
66. 1 2 3  Miller, Patrick D. (1967). "El the Warrior". The Harvard Theological Review. 60 (4): 411–431. doi:10.1017/S0017816000003886. JSTOR 1509250. S2CID 162038758.
67. ↑  Schwemer 2007, p. 156.
68. ↑  Oldenburg, Ulf. The conflict between El and Baʿal in Canaanite religion. Brill Archive. pp. 59–. GGKEY:NN7C21Q6FFA. Retrieved 7 April 2013.
69. ↑  Green, Alberto Ravinell Whitney (2003). The Storm-god in the Ancient Near East (به انگلیسی). Eisenbrauns. ISBN 9781575060699.
70. ↑  Olyan, Saul M. (1988). Asherah and the Cult of Yahweh in Israel. Atlanta, Georgia: Atlanta, Ga. : Scholars Press. ISBN 978-1-55540-253-2.
71. ↑  Eusebius 1903.

## مراجع
- Archi, Alfonso (2004). "Translation of Gods: Kumarpi, Enlil, Dagan/NISABA, Ḫalki". Orientalia. Gregorian Biblical Press. 73 (4): 319–336. ISSN 0030-5367. JSTOR 43078173.
- Binger, Tilde (1997). Asherah: Goddesses in Ugarit, Israel and the Old Testament. Sheffield, England: Sheffield Academic Press. ISBN 978-1-85075-637-8. LCCN 97205267. OCLC 37525364.
- Canaanite Myth and Hebrew Epic. Cambridge, Massachusetts: Harvard University Press. 1973. ISBN 978-0-674-09176-4. LCCN 72076564. OCLC 185400934.
- Canaanite Myth and Hebrew Epic (reprint ed.). Cambridge, Massachusetts: Harvard University Press. 1997. ISBN 0-674-09176-0. Retrieved 30 April 2015.
- Donner, Herbert; Röllig, Wolfgang (1962–1964). Kanaanäische und aramäische Inschriften (به آلمانی). Wiesbaden, Germany: Harrassowitz.
- Gelb, I. J. (1961), Old Akkadian Writing and Grammar (PDF) (2nd ed.), University of Chicago, retrieved 30 April 2015
- Feliu, Lluís (2007). "Two brides for two gods. The case of Šala and Šalaš". He unfurrowed his brow and laughed. Münster: Ugarit-Verlag. ISBN 978-3-934628-32-8. OCLC 191759910.
- Fontenrose, Joseph (1957). "Dagon and El". Oriens. 10 (2): 277–279. doi:10.2307/1579640. ISSN 0078-6527. JSTOR 1579640.
- Güterbock, Hans Gustav (1983). "Kumarbi". Reallexikon der Assyriologie.
- How to Read the Bible: A Guide to Scripture, Then and Now. New York: Free Press (publisher)|Free Press. 2007. ISBN 978-0-7432-3586-0. LCCN 2007023466. OCLC 181602277.
- Leeming, David (2005). The Oxford Companion to World Mythology. New York: Oxford University Press. ISBN 978-0-19-515669-0. LCCN 2005014216. OCLC 60492027.
- Margalit, Baruch (1989). The Ugaritic poem of Aqht: text; translation; commentary. Berlin, Germany: de Gruyter. ISBN 0-89925-472-1.
- Judges and Ruth. New Cambridge Bible Commentary. Cambridge University Press. 2004. ISBN 978-0-521-00066-6. LCCN 2003053218. OCLC 52380969.
- Rahmouni, Aicha (2007). Divine epithets in the Ugaritic alphabetic texts. Translated by Ford, J. N. Leiden, Netherlands; Boston, Massachusetts: Brill. ISBN 9789004157699.
- Pritchard, James, ed. (1969). "The Amulet from Arslan Tash". Trans. in: Ancient Near Eastern Texts (3rd ed.). Princeton, New Jersey: Princeton University Press. p. 658. ISBN 978-0-691-03503-1. OCLC 5342384.
- The Origins of Biblical Monotheism: Israel's Polytheistic background and the Ugaritic texts. New York: Oxford University Press. 2001. ISBN 978-0-19-513480-3. LCCN 99058180. OCLC 53388532.
- The Early History of God: Yahweh and the Other Deities in Ancient Israel. William B. Eerdmans. 2002. ISBN 978-0-8028-3972-5.
- Steiner, Richard C. (Fall 2009). "On the Rise and Fall of Canaanite Religion at Baalbek: A Tale of Five Toponyms". Journal of Biblical Literature. 128 (3): 507–525. doi:10.2307/25610200. JSTOR 25610200. Archived from the original on 4 March 2016. Retrieved 8 September 2015.
- Tsumura, David Toshio (2024). Was There a Cult of El in Ancient Canaan?: Essays on Ugaritic Religion and Language. Orientalische Religionen in der Antike. Vol. 55. Mohr Siebeck. ISBN 978-3-16-161278-7.
- Religious Texts from Ugarit. The Biblical Seminar. Vol. 53 (2nd ed.). Continuum. 2002. ISBN 978-0-8264-6048-6. LCCN 2002489996. OCLC 48979997.

## در ادامه مطلب
- Bruneau, Philippe (1970). Recherches sur les cultes de Délos à l'époque hellénistique et à l'époque imperiale (به فرانسوی). Paris, France: E. de Broccard. LCCN 78851163. OCLC 2349270.
- Fontenrose, Joseph Eddy (1959). Python: A Study of Delphic Myth and Its Origins. Berkeley, California: University of California Press. ISBN 978-0-520-04091-5. LCCN 59005144. OCLC 4089770.
- Teixidor, Javier (1977). The Pagan God. Princeton, New Jersey: Princeton University Press. ISBN 978-0-691-07220-3. LCCN 76024300. OCLC 2644903.